# Desfluran
Desfluranul este un anestezic general de tip eter halogenat, utilizat pentru inducerea și menținerea anesteziei generale la adulți și pentru menținerea anesteziei generale la copii.

## Utilizări medicale
- Anestezie generală, inducere și menținere[10][9]

## Mecanism de acțiune
Desfluranul este un modulator alosteric pozitiv al receptorilor GABAA și ai glicinei și un modulator alosteric negativ al receptorilor nicotinici colinergici.

## Reacții adverse
Poate produce cefalee și tulburări cardiace (aritmii, bradicardie, tahicardie, hipertensiune).